# Лиманське (Скадовський район)
Лима́нське — село в Україні, у Лазурненській селищній громаді Скадовського району Херсонської області. Населення становить 295 осіб.
24 лютого 2022 року село тимчасово окуповане російськими військами під час російсько-української війни.

## Населення
Згідно з переписом УРСР 1989 року чисельність наявного населення села становила 262 особи, з яких 116 чоловіків та 146 жінок.
За переписом населення України 2001 року в селі мешкало 295 осіб.

### Мова
Розподіл населення за рідною мовою за даними перепису 2001 року:
| Мова       | Відсоток |
| ---------- | -------- |
| українська | 90,51 %  |
| російська  | 4,75 %   |
| вірменська | 2,37 %   |
| білоруська | 2,03 %   |
| молдовська | 0,34 %   |